# 摩蘇爾戰役
摩蘇爾戰役（阿拉伯语：‎）是於2016年10月17日開始，一項伊拉克政府經過多月準備後，向伊斯兰国發動以收復摩蘇爾為目標的攻勢。參戰的伊拉克政府軍及親政府部隊合計約30,000人（2016年10月）。這是美國作戰部隊自2011年撤離伊拉克以來，在伊拉克境內最大的一次軍事行動。
伊拉克政府軍的行動得到以美國為首的聯軍空襲支援，以及佩什梅格、遜尼派部族力量和什葉派民兵的協助。

## 2016年
反伊斯蘭國的部隊在第一天的戰事解放了200平方公里土地。
人民動員於2016年10月29日派出5,000名民兵參戰，在摩蘇爾以西攻擊伊斯蘭國。
11月初，東路的伊拉克特種作戰部隊攻入摩蘇爾城內。11月23日，西路的人民動員切斷摩蘇爾通往敘利亞的一條道路。
11月13日，伊拉克軍收復位於摩蘇爾以南的著名亞述遺蹟尼姆鲁德。

## 2017年
2017年1月，伊拉克軍隊收復摩蘇爾大學校園。至1月18日，伊拉克軍已收復底格里斯河以東的摩蘇爾東部絕大部分區域。1月21日，聯軍宣稱從1月18日起的3日空襲共摧毀底格里斯河上超過90艘大小艇船，加上伊拉克軍已控制市內所有橫跨底格里斯河的橋樑的東端，殘留在河東的伊斯蘭國武裝分子要撤退到河西更加困難。1月23日，雖然政府軍在河東拉什迪亞（Rashidiya）區掃蕩殘餘武裝分子的行動仍在進行中，伊拉克政府宣佈政府軍已完全解放底格里斯河以東的摩蘇爾東部。

2017年1月25日形勢圖

2017年2月12日，超過200名伊斯蘭國武裝分子攻擊位於泰勒阿費爾附近的人民動員據點。經過逾6小時戰鬥後，人民動員擊退伊斯蘭國的進攻，並宣稱對方有50人陣亡。
伊拉克库尔德斯坦有官員後來透露伊政府軍開始進攻摩蘇爾西部之前，伊斯蘭國為了讓首領阿布·贝克尔·巴格达迪逃離摩蘇爾，從摩蘇爾調動17輛自殺炸彈車以及從敘利亞調動300名武裝分子，向控制摩蘇爾以西道路的人民動員發動攻擊，迫使對方短暫撤離，伊斯蘭國在付出重大傷亡下成功讓巴格達迪逃離摩蘇爾。
2017年2月19日，伊拉克總理海德尔·阿巴迪宣佈政府軍開始收復摩蘇爾西部城區的軍事行動。
2月23日，伊拉克政府軍開始進攻位於摩蘇爾西南郊的摩蘇爾國際機場及附近的蓋茲拉尼軍營。伊政府軍收復上述兩處後，於2月26日收復摩蘇爾城西部的馬蒙區。
3月1日，伊拉克陸軍第9裝甲師切斷最後一條連接敵軍控制區與泰勒阿費爾的公路，伊政府軍至此已完全包圍摩蘇爾西部。

2017年3月1日形勢圖

3月3日，伊政府軍收復摩蘇爾西部的瓦迪·哈賈爾（Wadi Hajr）區，伊政府軍至此已收復摩蘇爾西部4個街區。3月7日，伊政府軍收復省政府總部。
4月，據估計在西部城區負隅頑抗的伊斯蘭國武裝分子仍有1,000至4,000人，由於西部老城街道狹窄，政府軍的裝甲部隊較難有用武之地，加上有大量平民被伊斯蘭國阻止離開以便作為「人盾」，政府軍為了減少平民傷亡而被迫減少炮擊敵軍據點，政府軍只能與敵軍逐街、逐屋爭奪，攻勢進展緩慢。
5月4日，伊政府軍第9裝甲師和聯邦警察部隊從北面攻入摩蘇爾西部城區。至2017年5月底，政府軍已收復摩蘇爾城區的95%。
5月26日至6月3日期間，伊斯蘭國武裝分子殺死至少231名試圖從摩蘇爾城西部逃出的平民。
6月18日，伊拉克政府軍宣佈向摩蘇爾西部老城中心區發起最後總攻。6月21日，伊斯蘭國武裝分子炸毁摩蘇爾著名的努爾大清真寺。6月29日，伊政府軍收復努爾大清真寺原址。伊拉克反恐部隊指揮官阿卜杜勒-加尼·阿薩迪（Abdul-Ghani al-Assadi）中將表示政府軍在進攻努爾大清真寺的過程中消滅超過600名武裝分子。
7月10日早上，在底格里斯河西岸附近的一小片區域仍有約30多名伊斯蘭國士兵頑抗，但一名伊拉克指揮官指他們只能投降或被殺。同日伊拉克總理海德尔·阿巴迪正式宣佈政府軍已完全收復摩蘇爾。不過此後老城區仍有零星戰鬥，並有直升機攻擊殘餘武裝分子的據點。據估計到7月20日仍有約150名伊斯蘭國自殺炸彈客躲藏於老城區內，伺機發動襲擊。

## 參看
- 摩蘇爾陷落
- 解放摩蘇爾

## 延伸閱讀
- 九月围城：摩苏尔为何如此难打 （页面存档备份，存于），新華網